# Víctor Bisonó
Víctor Orlando Bisonó Haza, más conocido como Ito Bisonó (nacido el 27 de agosto de 1963 en Santo Domingo), es un político y administrador de negocios dominicano, actual ministro de Industria y Comercio y Mypimes y exmiembro de la Cámara de Diputados en representación de la Segunda Circunscripción del Distrito Nacional desde el año 2002 hasta el año 2020, sumando 18 años en total. Bisonó fue miembro del Partido Reformista Social Cristiano a la vez que formó parte de la Comisión Presidencial Permanente que se encargaba de la dirección de este partido. Además es miembro de la Cámara Domínico-Haitiana de comercio; en 2009 fue su segundo vicepresidente.
En su gestión, se han establecido más de 9 parques industriales y se han facilitado la creación de 76 empresas en zonas francas, generando más de 11,523 empleos y movilizando inversiones significativas tanto en divisas como en moneda local. Además, ha sido pionero en la introducción de plataformas tecnológicas como "IndustriasRD", el "Sistema Electrónico de Garantías Mobiliarias" y el "Sistema Nacional de Prevención de Controversias".

## Primeros años
Bisonó nació en Santo Domingo del matrimonio entre la reconocida soprano Ivonne Haza (n. 1938), nativa de Ingenio Angelina (un batey perteneciente a San Pedro de Macorís), y el arquitecto Víctor Bisonó Pichardo (1933–2017), oriundo de Villa Bisonó.
Bisonó es primo hermano del periodista Oscar Haza, primo segundo de la escritora y artista Rita Indiana, y está emparentado con los banqueros de la familia Grullón: Alejandro Grullón, Manuel Alejandro Grullón y Manuel Grullón Hernández. Bisonó es descendiente de los héroes nacionales Manuel Nemesio Rodríguez Objío (tataranieto) y Fernando Valerio (chozno), también desciende del vicepresidente dominicano Domingo Daniel Pichardo (chozno).
Sus estudios primarios y secundarios los hizo en el Colegio Santa Teresita de esa ciudad y los universitarios los hizo en la Universidad Iberoamericana (UNIBE) de donde se graduó como Licenciado en Administración de Negocios. Realizó cursos sobre Ingeniería Civil en la Universidad Nacional Pedro Henríquez Ureña. Además de esto, se graduó como Licenciado en Ciencias Políticas de la Universidad de la Tercera Edad.
Víctor Bisonó se crio en un cálido ambiente familiar y en varias ocasiones menciona su gran admiración por sus padres. Su madre fue Directora Artística del Teatro Nacional en la juventud, cargo que asumió cuando Ito tenía unos 19 años, mientras que su padre Bisonó fungía en ese mismo periodo como director general de Patrimonio Cultural.

## Entrando a la política
A pesar de tener vínculos de cercanía más bien con el Partido Revolucionario Dominicano, porque su madre Ivonne Haza, fue instructora de canto del entonces presidente Antonio Guzmán Fernández. Ito desarrolló un pensamiento conservador fiscal en repudio a las prácticas de endeudamiento irresponsable y descontrol del gasto público en que incurrían los gobiernos dominicanos de ese entonces. Es por estas convicciones que desde muy joven ve en el expresidente Joaquín Balaguer una alternativa confiable y viable, razón por la cual se une a la Juventud Reformista Social Cristiana (JRSC) aun en momentos en que tanto el doctor Balaguer como su partido eran vistos como zombis políticos.
Entre sus compañeros de actividad política de ese entonces estaban Milton Ginebra, Leoncio Almanzar, Fausto Jaquez, Sergia Elena Mejía, Juan Luis Seliman, Arístides Fernández Zucco y Silvestre de Moya entre muchos otros valiosos jóvenes. La mayoría, al igual que Bisonó Haza, venían de la clase media y media alta dominicana, lo que sirvió para darle al PRSC una imagen refrescante con estos líderes juveniles que llegaron a convertirse en el corazón del partido desde la oposición.
En 1986, junto con sus compañeros de la JRSC, Ito se encarga de presentarle a los reformistas de la base al candidato Vicepresidencial Carlos Morales Troncoso quien en ese momento era un extra-partido. Desde ahí data la relación entre ambos líderes nacionales.

## Funciones públicas
Bisonó ha desempeñado numerosos cargos en la administración pública. Entre estos, fue asistente del Ministro de Obras Públicas Marcos Subero a quien luego siguió hacia la entonces Corporación Dominicana de Electricidad para luego ir al Consejo Promotor de Inversiones Extranjeras en la República Dominicana (CPI) y finalizar esa primera etapa de 11 años en la condición de vocal del Consejo de Administración de Marmolería Nacional Dominicana.

## Carrera legislativa
Luego de una restructuración del Partido Reformista, Ito asume la función de Vicepresidente del Directorio del Distrito Nacional del partido. Desde esta posición, junto al Presidente del Directorio Héctor Marte, recibe gran atención nacional lo cual abre las posibilidades de que en 1990 formalice por primera vez aspiraciones a un cargo electivo. El de Diputado por Santo Domingo que todavía no estaba dividido en circunscripciones.
Se mantuvo activo políticamente y es así como lanza nuevamente aspiraciones para la Cámara de Diputados en los comicios del año 2002 ahora con la modalidad de la lista abierta o voto preferencial. Con el Distrito Nacional dividido en tres circunscripciones, le toca competir en la segunda donde resulta el tercer candidato más votado al obtener 4667 votos en un universo de 60 000. Es decir, un 7 %, detrás de 18 % que obtuvo el veterano político Alfredo Pacheco y el 11 % del candidato del Partido de la Liberación Dominicana. Quedó por encima de todos los demás candidatos de estos partidos. Es así como el 16 de agosto se juramenta como diputado.
El engrandecido bloque del Partido Reformista (creció de 17 a 37 Diputados) lo escoge como vocero de su partido en la Cámara Baja. Un gran honor para quien se estrena en la labor legislativa.
En su primer año se destaca de manera tal que para 2003 ya es visto como posible Presidente de la Cámara de Diputados y es así como aspira suceder a la entonces titular Lila Alburquerque. Sin embargo, rivalidades internas entre las diversas facciones del oficialista PRD llevan a Pacheco hacia aquella posición.
En sus años como diputado ha sido reconocido por la sociedad civil como uno de los políticos de mayor labor social en diversos sectores. Se destaca entre estos su gran apoyo a la juventud que ha sido demostrado por sus aportes a grupos como Pro-Juventud, el Parlamento Juvenil (Del cual es fundador y Presidente Consultivo), el Club de Ideas Políticas de la Pontificia Universidad Católica Madre y Maestra así como el patrocinio de viajes académicos para estudiantes de las distintas universidad dominicanas.6 fue reconocido por el ministerio de la Juventud como joven político sobresaliente en el año 2004.
Desde el Congreso ha promovido leyes como la No.170-07 que instituye el Presupuesto Participativo Municipal; No.57-07 sobre Incentivo al Desarrollo de Fuentes Renovables de Energía y de sus Regímenes Especiales; No.171-07 que otorga Incentivos Especiales a los Pensionados y Rentistas de Fuente Extranjera; n.º 392-07 sobre Competitividad e Innovación Industrial; n.º 479-08 de las Sociedades Comerciales y Empresas Individuales de Responsabilidad Limitada.
Ha tenido también la iniciativa en proyectos como el Proyecto de Ley de Concesiones de Obras y Servicios Públicos, el Proyecto de Ley de Reestructuración Mercantil y Liquidación Judicial, Proyecto de Ley de Incentivo al Turismo Marítimo Privado en la República Dominicana, Proyecto de Ley mediante el cual se crea la Secretaría de Estado de Viviendas, Asentamientos Humanos y Edificaciones, Proyecto de Ley mediante el cual se crea la Dirección General de Control de Armas (DIGECA), adscrita al Ministerio de Estado de Interior y Policía en coordinación con el Ministerio de las Fuerzas Armadas, con el objetivo de establecer, control manejo, captación y otorgamiento de permisos, para porte y tenencia de armas de fuegos, municiones, explosivos y otros materiales relacionados en todo el territorio nacional.
Para las elecciones de 2006, muchos sectores dentro y fuera del reformismo piden su candidatura a la Senaduría del Distrito Nacional pero en procura de la unidad partidaria, este rechaza presentarse como candidato a Senador y aspira a un segundo periodo como diputado. En esta ocasión logró duplicar la cantidad de votos obtenidos en 2002, sacando ahora 8579.
En 2010, es reelecto nueva vez y termina siendo el candidato más votado de la alianza que lo postula a la Cámara Baja. Se juramenta para un tercer período que excepcionalmente será de 6 años debido a la reforma constitucional que buscó la unificación en una misma fecha de las elecciones dominicanas para el año 2016.

## Leyes
Entre las leyes más destacadas que promovió se encuentran:
- Ley n.º 57-07 sobre Incentivo al Desarrollo de Fuentes Renovables de Energía y de sus Regímenes Especiales
- Ley n.º 392-07 sobre Competitividad e Innovación Industrial
- Ley n.º 479-08 de Sociedades Comerciales y Empresas Individuales de Responsabilidad Limitada
- Ley n.º 170-07 que Instituye el Presupuesto Participativo Municipal
- Ley n.º 171-07 que Otorga Incentivos Especiales a los Pensionados y Rentistas de Fuente Extranjera
- Ley de Alianzas Público-Privadas
- Ley de Armas

## Rol dentro del PRSC (1986-2017)
Dentro del Partido Reformista Social Cristiano ha desempeñado posiciones tales como Vicepresidente del Directorio del Distrito Nacional, Miembro del Directorio Central Ejecutivo, Miembro de la Comisión Nacional de Reestructuración y de la Comisión de Asesoría y Cooperación de los 20, Miembro de la Comisión Ejecutiva y es miembro de la Comisión Presidencial Permanente.
En 2007 apoya la precandidatura del Ingeniero Eduardo Estrella y se une a la campaña como encargado de finanzas. Sin embargo, luego de una nueva controversia que termina con la salida de Estrella para formar un nuevo partido, el diputado permanece en el partido que con el candidato electo, Amable Aristy Castro, es llevado a su más mínima expresión en las elecciones presidenciales de 2008.
En 2020, Bisonó decidió unirse al Partido Revolucionario Moderno (PRM). Desde entonces, ha sido un miembro activo de la Dirección Ejecutiva del PRM.

## Gestión como Ministro de Industria, Comercio y Mipymes
Desde que asumió el cargo como Ministro de Industria, Comercio y Mipymes en agosto de 2020, Ito Bisonó ha liderado una serie de iniciativas clave.
Bajo la dirección de Ito Bisonó, el Ministerio de Industria, Comercio y Mipymes (MICM) jugó un papel crucial en la expansión y fortalecimiento de las zonas francas en la República Dominicana. Se emitieron 302 permisos para la instalación de empresas en estas zonas, con una proyección de crear 46,022 empleos directos y una inversión estimada de US$651 millones. Estas empresas, que operan bajo el régimen de zonas francas, generan ingresos de divisas por alrededor de US$599 millones.
Como miembro activo de la Cámara Domínico-Haitiana de Comercio, donde en 2009 ocupó el cargo de segundo vicepresidente, Bisonó trabajó para fortalecer los lazos comerciales entre la República Dominicana y Haití.

## Pensamiento político
Ito Bisonó es fundador y presidente del Centro de Análisis para Políticas Públicas (CAPP), una organización que ha sido fundamental en la promoción de debates sobre temas como geopolítica, desarrollo económico, inmigración, seguridad y tecnología en la región del Caribe.

## Vida personal
Está casado con la señora Isabel "Chabela" León Nouel, hija del industrial Carlos Guillermo León Asensio (1926–2009) y de Mercedes 'Yin' Nouel Victoria (n. 1932), con quien ha procreado a Andrés Guillermo, Daniela Isabel y Diego Orlando.  Es fanático del baseball y en República Dominicana su equipo favorito son los Leones del Escogido no obstante sus raíces cibaeñas. En temporada de la Liga Invernal, es común verlo sentado con su jacket rojo sentado del lado del dugout escogidista en el Estadio Quisqueya. Le gusta la música clásica pero también disfruta de la típica dominicana. Su color favorito es el rojo que quizá no por coincidencia también es el característico de su partido y su equipo favorito.
Ha dicho sentirse inmensamente orgulloso de su patria a la cual homenajeó al escribir el libro "Las Bases de Nuestra Nación".

## Árbol genealógico
|  |                                                                                     |  |  |  |  |  |  |  |  |  |  |  |  |  |  |  |
|  | 16. Joseph Estanislao 'Juan' Bisonó Muñoz (1840–1900)                               |  |  |  |  |  |  |  |  |  |  |  |  |  |  |  |
|  |                                                                                     |  |  |  |  |  |  |  |  |  |  |  |  |  |  |  |
|  |                                                                                     |  |  |  |  |  |  |  |  |  |  |  |  |  |  |  |
|  | 8. Juan Caridad Bisonó Checo (1872–1969)                                            |  |  |  |  |  |  |  |  |  |  |  |  |  |  |  |
|  |                                                                                     |  |  |  |  |  |  |  |  |  |  |  |  |  |  |  |
|  |                                                                                     |  |  |  |  |  |  |  |  |  |  |  |  |  |  |  |
|  | 17. María Caridad Checo Rodríguez                                                   |  |  |  |  |  |  |  |  |  |  |  |  |  |  |  |
|  |                                                                                     |  |  |  |  |  |  |  |  |  |  |  |  |  |  |  |
|  |                                                                                     |  |  |  |  |  |  |  |  |  |  |  |  |  |  |  |
|  | 4. Gustavo Nery Bisonó Fernández (1899–1949)                                        |  |  |  |  |  |  |  |  |  |  |  |  |  |  |  |
|  |                                                                                     |  |  |  |  |  |  |  |  |  |  |  |  |  |  |  |
|  |                                                                                     |  |  |  |  |  |  |  |  |  |  |  |  |  |  |  |
|  | 18. Juan Fernández                                                                  |  |  |  |  |  |  |  |  |  |  |  |  |  |  |  |
|  |                                                                                     |  |  |  |  |  |  |  |  |  |  |  |  |  |  |  |
|  |                                                                                     |  |  |  |  |  |  |  |  |  |  |  |  |  |  |  |
|  | 9. Agapita Fernández Castro                                                         |  |  |  |  |  |  |  |  |  |  |  |  |  |  |  |
|  |                                                                                     |  |  |  |  |  |  |  |  |  |  |  |  |  |  |  |
|  |                                                                                     |  |  |  |  |  |  |  |  |  |  |  |  |  |  |  |
|  | 2. Víctor Gustavo Bisonó Pichardo (1933–)                                           |  |  |  |  |  |  |  |  |  |  |  |  |  |  |  |
|  |                                                                                     |  |  |  |  |  |  |  |  |  |  |  |  |  |  |  |
|  |                                                                                     |  |  |  |  |  |  |  |  |  |  |  |  |  |  |  |
|  | 20. Rodolfo Ramón Pichardo Román (hijo de Domingo Daniel Pichardo y Pró; 1847–1927) |  |  |  |  |  |  |  |  |  |  |  |  |  |  |  |
|  |                                                                                     |  |  |  |  |  |  |  |  |  |  |  |  |  |  |  |
|  |                                                                                     |  |  |  |  |  |  |  |  |  |  |  |  |  |  |  |
|  | 10. Florencio Rodolfo Pichardo Valerio (1881–1959)                                  |  |  |  |  |  |  |  |  |  |  |  |  |  |  |  |
|  |                                                                                     |  |  |  |  |  |  |  |  |  |  |  |  |  |  |  |
|  |                                                                                     |  |  |  |  |  |  |  |  |  |  |  |  |  |  |  |
|  | 21. Juana Francisca Valerio Suriel (hija de Fernando Valerio Gil; 1853–1944)        |  |  |  |  |  |  |  |  |  |  |  |  |  |  |  |
|  |                                                                                     |  |  |  |  |  |  |  |  |  |  |  |  |  |  |  |
|  |                                                                                     |  |  |  |  |  |  |  |  |  |  |  |  |  |  |  |
|  | 5. Rosa Pichardo Corona (1908–1983)                                                 |  |  |  |  |  |  |  |  |  |  |  |  |  |  |  |
|  |                                                                                     |  |  |  |  |  |  |  |  |  |  |  |  |  |  |  |
|  |                                                                                     |  |  |  |  |  |  |  |  |  |  |  |  |  |  |  |
|  | 22. Ramón Corona                                                                    |  |  |  |  |  |  |  |  |  |  |  |  |  |  |  |
|  |                                                                                     |  |  |  |  |  |  |  |  |  |  |  |  |  |  |  |
|  |                                                                                     |  |  |  |  |  |  |  |  |  |  |  |  |  |  |  |
|  | 11. Rosa Corona Collado (1877–1964)                                                 |  |  |  |  |  |  |  |  |  |  |  |  |  |  |  |
|  |                                                                                     |  |  |  |  |  |  |  |  |  |  |  |  |  |  |  |
|  |                                                                                     |  |  |  |  |  |  |  |  |  |  |  |  |  |  |  |
|  | 23. María Collado                                                                   |  |  |  |  |  |  |  |  |  |  |  |  |  |  |  |
|  |                                                                                     |  |  |  |  |  |  |  |  |  |  |  |  |  |  |  |
|  |                                                                                     |  |  |  |  |  |  |  |  |  |  |  |  |  |  |  |
|  | 1. Víctor Orlando Bisonó Haza (1963–)                                               |  |  |  |  |  |  |  |  |  |  |  |  |  |  |  |
|  |                                                                                     |  |  |  |  |  |  |  |  |  |  |  |  |  |  |  |
|  |                                                                                     |  |  |  |  |  |  |  |  |  |  |  |  |  |  |  |
|  | 6. Luis Felipe Haza González                                                        |  |  |  |  |  |  |  |  |  |  |  |  |  |  |  |
|  |                                                                                     |  |  |  |  |  |  |  |  |  |  |  |  |  |  |  |
|  |                                                                                     |  |  |  |  |  |  |  |  |  |  |  |  |  |  |  |
|  | 3. Sara María Ivonne Haza del Castillo (1938–)                                      |  |  |  |  |  |  |  |  |  |  |  |  |  |  |  |
|  |                                                                                     |  |  |  |  |  |  |  |  |  |  |  |  |  |  |  |
|  |                                                                                     |  |  |  |  |  |  |  |  |  |  |  |  |  |  |  |
|  | 28. Benigno (Ruiz) del Castillo                                                     |  |  |  |  |  |  |  |  |  |  |  |  |  |  |  |
|  |                                                                                     |  |  |  |  |  |  |  |  |  |  |  |  |  |  |  |
|  |                                                                                     |  |  |  |  |  |  |  |  |  |  |  |  |  |  |  |
|  | 14. Luis Temístocles del Castillo García (1854–1922)                                |  |  |  |  |  |  |  |  |  |  |  |  |  |  |  |
|  |                                                                                     |  |  |  |  |  |  |  |  |  |  |  |  |  |  |  |
|  |                                                                                     |  |  |  |  |  |  |  |  |  |  |  |  |  |  |  |
|  | 29. Gabina García Perdomo                                                           |  |  |  |  |  |  |  |  |  |  |  |  |  |  |  |
|  |                                                                                     |  |  |  |  |  |  |  |  |  |  |  |  |  |  |  |
|  |                                                                                     |  |  |  |  |  |  |  |  |  |  |  |  |  |  |  |
|  | 7. Rita Indiana del Castillo y Rodríguez-Objío                                      |  |  |  |  |  |  |  |  |  |  |  |  |  |  |  |
|  |                                                                                     |  |  |  |  |  |  |  |  |  |  |  |  |  |  |  |
|  |                                                                                     |  |  |  |  |  |  |  |  |  |  |  |  |  |  |  |
|  | 30. Manuel Rodríguez Objío (1838–1871).                                             |  |  |  |  |  |  |  |  |  |  |  |  |  |  |  |
|  |                                                                                     |  |  |  |  |  |  |  |  |  |  |  |  |  |  |  |
|  |                                                                                     |  |  |  |  |  |  |  |  |  |  |  |  |  |  |  |
|  | 15. Dolores Eloísa Rodríguez-Objío Reyes (1867–1941)                                |  |  |  |  |  |  |  |  |  |  |  |  |  |  |  |
|  |                                                                                     |  |  |  |  |  |  |  |  |  |  |  |  |  |  |  |
|  |                                                                                     |  |  |  |  |  |  |  |  |  |  |  |  |  |  |  |
|  | 31. Rita Altagracia Reyes García                                                    |  |  |  |  |  |  |  |  |  |  |  |  |  |  |  |
|  |                                                                                     |  |  |  |  |  |  |  |  |  |  |  |  |  |  |  |
|  |                                                                                     |  |  |  |  |  |  |  |  |  |  |  |  |  |  |  |